# チャーリー・ダニエルズ (サッカー選手)
チャールズ・ジョン・”チャーリー”・ダニエルズ（Charles John "Charlie" Daniels 、1986年9月7日 - ）は、イングランド・ハーロウ出身の元プロサッカー選手。現役時代のポジションは、ディフェンダー。

## 経歴
トッテナム・ホットスパーFCのアカデミーで育成されたが、トップチーム昇格後は出番を得られず、2009年1月にリーグ1のレイトン・オリエントFCに完全移籍。
2012年1月、昨年11月よりレンタルで加入していたAFCボーンマスに完全移籍。2017年8月8日、契約を3年延長。
2020年8月1日をもってボーンマスを退団し所属クラブ無しとなっていたが、同年の10月23日、3部のシュールズベリーへの加入が発表された。
2021年1月23日、ポーツマスFCに移籍した。
2021年8月17日、コルチェスター・ユナイテッドFCに1年契約で移籍した。2022年1月、現役引退を表明した。

## タイトル

### クラブ
ボーンマス
- フットボールリーグ・チャンピオンシップ：2014–15[7]

### 個人
- フットボールリーグ1年間ベストイレブン：2012-2013